# Вагнер-Аугустин, Катрин
Катрин Вагнер-Аугустин (нем. Katrin Wagner-Augustin; 13 октября 1977, Бранденбург-на-Хафеле) — немецкая гребчиха-байдарочница, выступала за сборную Германии в конце 1990-х — начале 2010-х годов. Четырёхкратная олимпийская чемпионка, десятикратная чемпионка мира, 14 раз чемпионка Европы, победительница многих регат национального и международного значения.

## Биография
Катрин Вагнер родилась 13 октября 1977 года в Бранденбурге-на-Хафеле. Активно заниматься греблей на байдарке начала в раннем детстве, проходила подготовку в гребном клубе Потсдама. Позже поступила на службу солдатом в Вооружённые силы Германии, не прекращая при этом спортивных тренировок.
Первого серьёзного успеха на взрослом международном уровне добилась в 1997 году, когда попала в основной состав немецкой национальной сборной и побывала на чемпионате мира в канадском Дартмуте, откуда привезла две награды золотого достоинства, выигранные в зачёте четырёхместных байдарок на дистанциях 200 и 500 метров. Два года спустя на мировом первенстве в Милане получила две серебряные медали, в двойках на километровой дистанции и в четвёрках на полукилометровой. Благодаря череде удачных выступлений удостоилась права защищать честь страны на летних Олимпийских играх 2000 года в Сиднее — завоевала здесь две золотые медали: в двойках совместно с напарницей Биргит Фишер и с четырёхместным экипажем, куда также вошли Рамона Портвих и Мануэла Мукке.
В 2001 году Вагнер выступила на чемпионате мира в польской Познани, где стала серебряной призёршей в одиночных байдарках на километре и в четвёрках в полукилометровой гонке. В следующем сезоне на мировом первенстве в испанской Севилье четырежды поднималась на пьедестал почёта, в том числе привезла оттуда три серебряные медали с одной бронзовой. Ещё через год на аналогичных соревнованиях в американском Гейнсвилле показала второй результат в километровом зачёте одиночек. Будучи в числе лидеров гребной команды Германии, благополучно прошла квалификацию на Олимпийские игры 2004 года в Афинах — на сей раз в одиночках финишировала четвёртой, немного не дотянув до призовых позиций, тогда как в четвёрках повторила успех четырёхлетней давности, добавив в послужной список ещё одну золотую олимпийскую медаль — при этом её партнёршами были Биргит Фишер, Майке Ноллен и Каролин Леонхардт. Помимо всего прочего, на церемонии закрытия Игр удостоена чести нести знамя своей страны.
После афинской Олимпиады Вагнер вышла замуж за немецкого гребца Ларса Аугустина и на дальнейших соревнованиях выступала уже под двойной фамилией Вагнер-Аугустин. В 2005 году на чемпионате мира в хорватском Загребе она одержала победу во всех трёх дисциплинах, в которых принимала участие: в одиночках на тысяче метрах, в четвёрках на двухстах и пятистах метрах. Год спустя на мировом первенстве в венгерском Сегеде трижды становилась второй, затем на домашнем первенстве мира в Дуйсбурге выиграла золотые медали в зачёте четырёхместных байдарок на дистанциях 200 и 500 метров, а также получила бронзу в полукилометровой гонке одиночек. Позже отправилась представлять страну на Олимпиаде 2008 года в Пекине — в одиночках вынуждена была довольствоваться бронзовой медалью, проиграв в финале украинке Инне Осипенко и итальянке Йозефе Идем, в то время как в четвёрках в третий раз подряд удостоилась золота (совместно с Фанни Фишер, Николь Райнхардт и Конни Васмут).
В 2009 году на чемпионате мира в Дартмуте Вагнер-Аугустин попала в число призёров в четырёх дисциплинах: получила серебро на пятистах метрах в одиночках и четвёрках, золото в эстафете 4 × 200 метров и в двухсотметровой гонке четырёхместных экипажей. В следующем сезоне на мировом первенстве в Познани взяла серебряную награду в эстафете и золотую в четвёрках на пятистах метрах, став таким образом десятикратной чемпионкой мира. Сезон 2011 года практически полностью пропустила в связи с рождением ребёнка, но затем вернулась в большой спорта и отобралась от Германии на Олимпийские игры 2012 года в Лондоне, где впоследствии показала девятый результат в одиночках и второй в четвёрках позади команды из Венгрии — помимо Каролин Леонхардт в её экипаже состояли Франциска Вебер и Тина Дитце. По окончании олимпийского сезона награждена Серебряным лавровым листом, высшей спортивной наградой Германии.
Побывав на четырёх Олимпиадах, Катрин Вагнер-Аугустин осталась в основном составе немецкой гребной команды и продолжила принимать участие в крупнейших международных регатах. Так, в 2013 году она выиграла серебряную и бронзовую медали на чемпионате Европы в португальском городе Монтемур-у-Велью, тогда как на чемпионате мира в Дуйсбурге добыла серебро на дистанции 500 метров в одиночках и четвёрках. Официально объявила о завершении карьеры профессиональной спортсменки в 2015 году. В её послужном списке, помимо четырёх побед на Олимпийских играх и десяти побед на чемпионатах мира, также есть 14 побед на чемпионатах Европы и 49 побед в зачёте национальных первенств — в соответствии с этими показателями она является одной из самых титулованных байдарочниц мира.